# Masacre de No Gun Ri
La masacre de No Gun Ri (Hangul: 노근리 양민 학살 사건; Hanja: 老斤里 良民 虐殺 事件 Romanización revisada del coreano: Nogeun-ri minganin haksal sageon) ocurrió del 26 al 29 de julio de 1950, al comienzo de la Guerra de Corea, cuando un número indeterminado de los refugiados surcoreanos fueron asesinados en un ataque aéreo de los EE. UU. y por fuego de armas pequeñas y pesadas del 7.º Regimiento de Caballería en un puente ferroviario cerca de la aldea de Nogeun-ri (coreano: 노근리), a 100 millas (160 km) al sureste de Seúl. En 2005, una investigación del gobierno de Corea del Sur certificó los nombres de 163 muertos o desaparecidos y 55 heridos, y agregó que no se informaron los nombres de muchas otras víctimas. La Fundación para la Paz No Gun Ri, financiada por el gobierno de Corea del Sur, estimó en 2011 que murieron entre 250 y 300 personas, en su mayoría mujeres y niños.
El incidente fue poco conocido fuera de Corea hasta la publicación de una historia de Associated Press (AP) en 1999 en la que los veteranos de la 7.º de Caballería corroboraron las cuentas de los sobrevivientes. La AP también descubrió órdenes desclasificadas del Ejército de EE. UU. De disparar contra civiles que se aproximaban debido a informes de infiltración norcoreana de grupos de refugiados. Algunos detalles fueron disputados, pero la cuenta de la masacre fue esencialmente correcta. En 2001, el ejército de los EE. UU. Llevó a cabo una investigación y, después de rechazar previamente los reclamos de los sobrevivientes, reconoció los asesinatos, pero describió el evento de tres días como "una desafortunada tragedia inherente a la guerra y no a un asesinato deliberado". El ejército rechazó las demandas de los supervivientes de una disculpa y una compensación. El presidente de los Estados Unidos, Bill Clinton, emitió una declaración de arrepentimiento, agregando al día siguiente que "sucedieron cosas que fueron incorrectas".
Los investigadores surcoreanos no estaban de acuerdo con el informe de los Estados Unidos y dijeron que creían que las tropas de la 7.ª caballería tenían la orden de disparar contra los refugiados. El grupo de supervivientes calificó el informe de los Estados Unidos de "encubrimiento". Más tarde, la AP descubrió documentos de archivo adicionales que mostraban que los comandantes estadounidenses ordenaron a las tropas que "dispararan" y "dispararan" a los civiles en el frente de guerra durante este período; estos documentos desclasificados fueron encontrados pero no revelados por los investigadores del Pentágono. El historiador estadounidense Sahr Conway-Lanz informó que entre los documentos no revelados había una carta del embajador estadounidense en Corea del Sur que decía que el ejército estadounidense había adoptado una política de disparos en todo el teatro para acercarse a los grupos de refugiados. A pesar de las demandas, la investigación de los EE. UU. No fue reabierta.
Impulsados por la exposición de No Gun Ri, los sobrevivientes de presuntos incidentes similares de 1950 a 1950 presentaron informes al gobierno de Seúl. En 2008, una comisión de investigación dijo que se habían registrado más de 200 casos de presuntos homicidios en gran escala cometidos por el ejército de Estados Unidos, en su mayoría ataques aéreos.

## Antecedentes
Un gran número de surcoreanos huyó hacia el sur a mediados de 1950 después de que el ejército norcoreano invadió. En la primavera de 1951, el Comando de las Naciones Unidas dirigido por los EE. UU. Estimó que 5 millones de sur y norcoreanos se habían convertido en refugiados.: 150–51 
La división de la antigua colonia coreana de Japón en dos zonas al final de la Segunda Guerra Mundial llevó a años de escaramuzas en la frontera entre Corea del Sur aliada de Estados Unidos y Corea del Norte aliada a la Unión Soviética. El 25 de junio de 1950, el ejército norcoreano invadió el sur para tratar de reunificar la península, comenzando la Guerra de Corea.

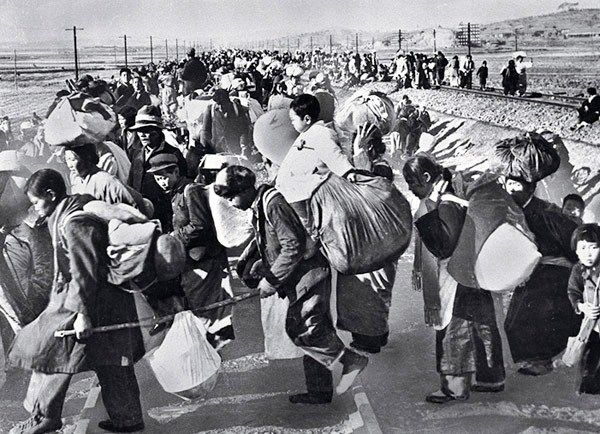
Un gran número de surcoreanos huyó hacia el sur a mediados de 1950 después de que el ejército norcoreano invadió. Para la primavera de 1951, el Comando de las Naciones Unidas dirigido por Estados Unidos estimó que 5 millones de surcoreanos y norcoreanos se habían convertido en refugiados.

La invasión tomó por sorpresa a Corea del Sur y su aliado estadounidense, y envió a las fuerzas de defensa de Corea del Sur a la retirada. Estados Unidos movió tropas de Japón para luchar junto a los surcoreanos. Las primeras tropas aterrizaron el 1 de julio, y para el 22 de julio, tres divisiones del ejército de EE. UU. estaban en Corea, incluida la 1.ª División de Caballería (Estados Unidos).: 61, 197  Estas tropas estadounidenses estaban insuficientemente entrenadas, mal equipadas y, a menudo, dirigidas por oficiales inexpertos. En particular, carecían de capacitación sobre cómo tratar a los civiles desplazados por la guerra.: iv–v  Las fuerzas combinadas de EE. UU. y de Corea del Sur fueron inicialmente incapaces de detener el avance norcoreano, y continuaron retrocediendo durante todo julio.: 49–247 
En las dos semanas posteriores al primer compromiso importante de tropas terrestres de los EE. UU. el 5 de julio, el Ejército de los EE. UU. estimó que 380,000 civiles surcoreanos huyeron hacia el sur, pasando por las líneas en retirada de Estados Unidos y Corea del Sur.: 251  Con lagunas en sus líneas, las fuerzas estadounidenses fueron atacadas por la retaguardia,: 131, 158, 202  y los informes difundieron que los soldados norcoreanos disfrazados se estaban infiltrando en las columnas de refugiados. Debido a estas preocupaciones, se emitieron órdenes de disparar contra civiles coreanos en áreas de primera línea, órdenes descubiertas décadas más tarde en archivos militares desclasificados. Entre los que emitieron las órdenes figuraban el comandante de la 1. ° división de caballería, mayor general Hobart R. Gay, que consideraba a los coreanos que quedaban en la zona de guerra como "agentes enemigos", según el corresponsal de guerra estadounidense OHP King y diplomático estadounidense. Harold Joyce Noble. En la noche del 25 de julio, el 2 ° Batallón de la división, 7 ° Regimiento de Caballería, oyendo un avance enemigo, huyó hacia atrás desde sus posiciones avanzadas, para ser reorganizado a la mañana siguiente, cavando cerca del pueblo central de Corea del Sur de No Gun Ri.: 203  Más tarde ese día, el 26 de julio de 1950, estas tropas vieron acercarse a cientos de refugiados, muchos de los pueblos cercanos de Chu Gok Ri e Im Ke Ri.: 90, 116 

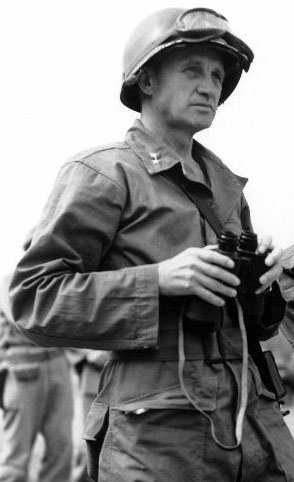
El mayor general Hobart R. Gay, fotografiado en Corea el 28 de septiembre de 1950, comandó la 1. ° división de caballería de los EE. UU., Cuyas tropas mataron a un gran número de refugiados surcoreanos en No Gun Ri.

## Masacre
El 25 de julio, cuando las fuerzas norcoreanas tomaron la ciudad de Yongdong, a 7 millas (11 km) al oeste de No Gun Ri, las tropas estadounidenses evacuaban pueblos cercanos, incluidos cientos de residentes de Chu Gok Ri e Im Ke Ri. A estos aldeanos se les unieron otros mientras caminaban por la carretera principal hacia el sur, y los aproximadamente 600 refugiados pasaron la noche junto a un río cerca de la aldea de Ha Ga Ri, a 5,5 km al oeste de No Gun Ri. Siete refugiados fueron asesinados por soldados estadounidenses cuando se desviaron del grupo durante la noche. En la mañana del 26 de julio, los aldeanos descubrieron que los soldados que escoltaban se habían ido. Continuaron por el camino, fueron detenidos por tropas estadounidenses en un control de carretera cerca de No Gun Ri, y se les ordenó subir a las vías paralelas del ferrocarril, donde los soldados estadounidenses los registraron y sus pertenencias, confiscaron cuchillos y otros artículos. Los refugiados estaban descansando, extendidos a lo largo del terraplén del ferrocarril alrededor del mediodía, cuando los aviones militares los bombardearon.: 69–72  Recordando el ataque aéreo, Yang Hae-chan, un niño de 10 años en 1950, dijo que los aviones atacantes volvieron repetidamente y que "el caos se desató entre los refugiados. Corrimos frenéticamente tratando de Aléjate." Él y otro sobreviviente dijeron que los soldados reaparecieron y comenzaron a disparar a los heridos en las vías. Los sobrevivientes primero buscaron refugio en una pequeña alcantarilla debajo de las vías, pero los soldados y el fuego de tierra de los EE. UU. Los condujeron desde allí a un doble túnel debajo de un puente de ferrocarril concreto. Dentro de los pasos subterráneos del puente (cada uno de 80 pies de largo, 22 pies de ancho y 40 pies de alto), cayeron bajo ametralladoras pesadas y disparos de rifle de las tropas de la 7.ª caballería de ambos lados del puente.: 71  "Los niños gritaban de miedo y los adultos rezaban por sus vidas, y todo el tiempo nunca dejaron de disparar", dijo el superviviente Park Sun-yong, cuyo hijo de 4 años e hija de 2 años fueron asesinados, mientras ella estaba gravemente herida.
Dos especialistas en comunicaciones, Larry Levine y James Crume, dijeron que recordaban las órdenes de disparar contra los refugiados, llegando al puesto de mando del 2. ° Batallón desde un nivel superior, probablemente desde la 1. ° División de Caballería. Recordaron que el fuego de tierra comenzó con un aterrizaje de mortero entre las familias de refugiados, seguido por lo que Levine llamó un "frenesí" de fuego de armas pequeñas. Algunos veteranos del batallón recordaron a los oficiales de la compañía de primera línea ordenándoles abrir fuego. "Se asumió que había enemigos en esta gente", dijo el ex fusilero Herman Patterson. "Se estaban muriendo allí. Podía escuchar a la gente gritar", recordó Thomas H. Hacha, del hermano 1.er batallón, observando cerca. Otros dijeron que algunos soldados mantuvieron su fuego.
Los refugiados atrapados comenzaron a amontonar cuerpos como barricadas e intentaron cavar en el suelo para esconderse.  Algunos lograron escapar esa primera noche, mientras que las tropas estadounidenses encendieron focos en los túneles y continuaron disparando, dijo Chung Koo-ho, cuya madre murió protegiéndolo a él y a su hermana.: 71  En el segundo día, los disparos se redujeron a disparos y fusilamientos ocasionales cuando un refugiado atrapado se movió o trató de escapar. Algunos también recuerdan aviones que regresaron ese segundo día para disparar cohetes o lanzar bombas. Asediados por la sed, los sobrevivientes recurrieron a beber agua llena de sangre de un pequeño arroyo que corría bajo el puente.: 137–38 
Durante los homicidios, el 2. ° batallón cayó bajo artillería esporádica y fuego de mortero de parte de los norcoreanos, que avanzaron cautelosamente desde Yongdong. Informes de inteligencia del ejército desclasificados mostraron que la línea de frente del enemigo estaba a dos millas o más de No Gun Ri el 28 de julio, el tercer día de la masacre.: 82–83  Esa noche, la 7.ª caballería envió mensajes a la sede de la división, "Ningún segundo contacto ha sido reportado por nuestro 2.º batallón". Los documentos de la unidad nunca informaron los asesinatos de refugiados.: 142–43 
En las horas previas al amanecer del 29 de julio, el 7 ° Regimiento de Caballería se retiró de No Gun Ri.: 203  Esa tarde, soldados norcoreanos llegaron a los túneles y ayudaron a los que todavía estaban vivos, a unas dos docenas, en su mayoría niños, a alimentarlos y enviarlos de regreso a sus aldeas.

### Muertes
En los relatos publicados más antiguos de los homicidios, en agosto y septiembre de 1950, dos periodistas norcoreanos con el avance de las tropas del norte informaron encontrar unos 400 cadáveres en la zona de No Gun Ri y vieron unos 200 cadáveres en un túnel. Los sobrevivientes generalmente calculan la cifra de muertos en 400, incluidos 100 en el ataque aéreo inicial, con puntajes más heridos. En entrevistas del Pentágono en 2000, las estimaciones de los veteranos de la 7.ª caballería de muertos de No Gun Ri oscilaron entre docenas y 300.: 107  Uno que tenía una mirada cercana, soldado de carrera Homer Garza, quien condujo una patrulla a través de un No Gun Ri túnel, dijo que vio 200 a 300 cuerpos amontonados allí.
En 2005, el Comité para la Revisión y Restauración de Honor del gobierno surcoreano para las víctimas de No Gun Ri, después de un proceso de un año de verificación de reclamos a través de registros familiares, informes médicos y otros documentos y testimonios, certificó los nombres de 150 No Gun Ri muertos, 13 desaparecidos y 55 heridos, incluidos algunos que más tarde murieron de sus heridas. Dijo que no se presentaron informes sobre muchas otras víctimas debido al paso del tiempo y otros factores. De las víctimas certificadas, el 41 por ciento eran niños menores de 15 años, y el 70 por ciento mujeres, niños u hombres mayores de 61 años.: 247–49, 278, 328  La Fundación No Gun Ri Peace financiada por el gobierno surcoreano, que opera un parque conmemorativo y un museo en el sitio, se estima en 2011 que 250-300 fueron asesinados.

## Secuelas
La información sobre los asesinatos de refugiados llegó al comando estadounidense en Corea, y el Pentágono, a fines de agosto de 1950, en forma de un documento militar norcoreano capturado y traducido, que informaba del descubrimiento de la masacre.  Un agente surcoreano para el comando de contrainteligencia estadounidense confirmó esa cuenta con los aldeanos locales semanas más tarde, cuando las tropas estadounidenses volvieron a atravesar el área, el exagente le dijo a investigadores estadounidenses en 2000.: 199 Pruebas de alto nivel El conocimiento también apareció a fines de septiembre de 1950 en un artículo del New York Times de Corea, que informó, sin más detalles, que un oficial estadounidense de alto rango no identificado le dijo al reportero el tiroteo "de pánico" de "muchos civiles" por parte de un regimiento del ejército estadounidense. ese julio. Sin embargo, no ha surgido evidencia de que el ejército de EE. UU. Investigó el incidente en ese momento.: 170 